# Andy Kim
Andrew Kim (* 12. července 1982 Boston, Massachusetts) je americký politik a bývalý diplomat, člen Demokratické strany. Od prosince 2024 je senátorem USA za stát New Jersey.
Narodil se emigrantům z Jižní Koreje. V mládí studoval mj. na Chicagské univerzitě. Poté pracoval mj. jako poradce Baracka Obamy pro národní bezpečnost. Působil rovněž jako poradce v Afghánistánu. V letech 2019 až 2024 byl členem americké Sněmovny reprezentantů za newjerseyský třetí okrsek. V září 2023 ohlásil kampaň na funkci senátora poté, co byl dosavadní senátor Bob Menendez obviněn z korupce. V roce 2024 byl poté senátorem skutečně zvolen. Stal se tak prvním Američanem asijského původu zvoleným za stát New Jersey a vůbec prvním senátorem v historii, který je Američanem korejského původu.
Od roku 2012 je ženatý a má dvě děti.